# 포트니아 테론

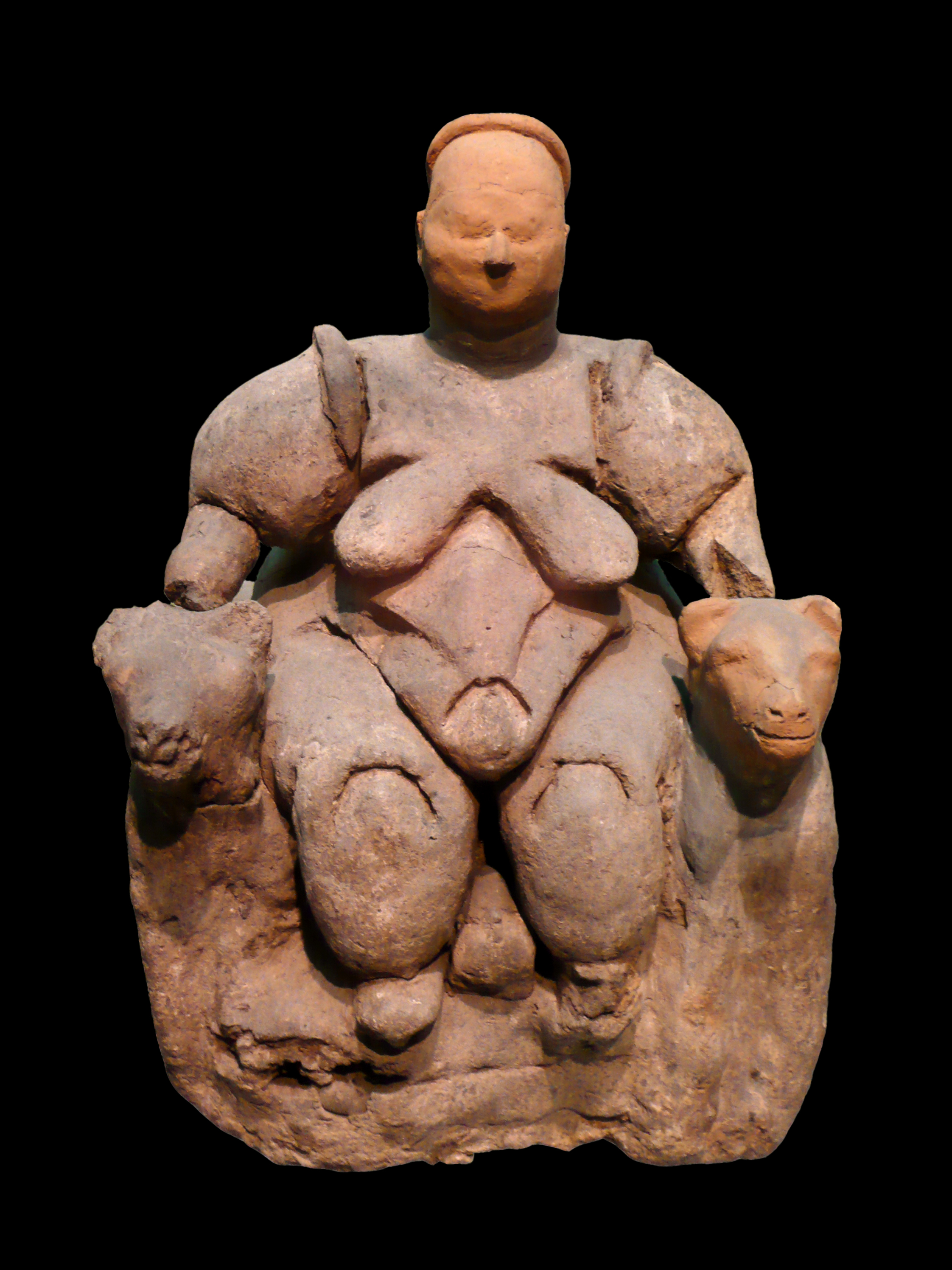
두 암사자 옆에 앉아 있는 차탈회위크의 여성

포트니아 테론(고대 그리스어: Ἡ Πότνια Θηρῶν, [hɛː pót.ni.a tʰɛː.rɔ̂ːn]) 또는 동물의 여왕은 지중해 세계와 고대 근동의 고대 예술에서 널리 퍼진 모티브이며, 양쪽에 하나씩 두 마리의 동물을 잡고 있는 중앙 인간 또는 인간과 같은 여성 인물을 보여준다. 관련된 다양한 고대 문화에서 이미지와 개념 사이의 연결은 매우 불분명하지만 그러한 이미지는 기원 문화에 관계없이 종종 그리스 용어 포트니아 테론으로 언급된다.
이 용어는 호메로스가 아르테미스의 설명자로 처음 사용했으며 종종 동물과 관련된 여신을 설명하는데 사용된다. 여주인 또는 숙녀를 의미하는 포트니아라는 단어는 고대 그리스어가 물려받은 미케네 그리스어로 산스크리트어 patnī와 같은 의미를 갖는다.
가장 오래된 묘사인 차탈회위크의 앉아 있는 여인상은 기원전 6,000년경에 제작된 튀르키예 차탈회위크의 점토 조각이다. 이 모티프는 후기 근동 및 메소포타미아 미술에서 동물의 주인이라고 불리는 남성 인물과 함께 더 일반적이다. 월터 버커트는 이 언급을 "잘 정립된 공식"이라고 설명한다. "동물의 여주인"인 아르테미스 유형의 신은 종종 선사 시대 종교에 존재했다고 추정되며 일부 학자들은 아르테미스와 미노아 예술에 묘사된 여신 사이의 관계를 가정하는 포트니아 테론이라고도 한다.
이탈리아 포트니아 테론의 초기 예는 이탈리아의 몬테 리날도 시립 고고학 박물관에 있다. 접시에는 페플로스를 입고 두 마리의 암사자와 손을 잡고 있는 여신이 묘사되어 있다.
아이네이스에서 베르길리우스는 크레타의 사이크로 동굴 내부에 두 마리의 사자가 끄는 전차를 몰고 다니는 여신 키벨레가 살았다고 언급한다. 

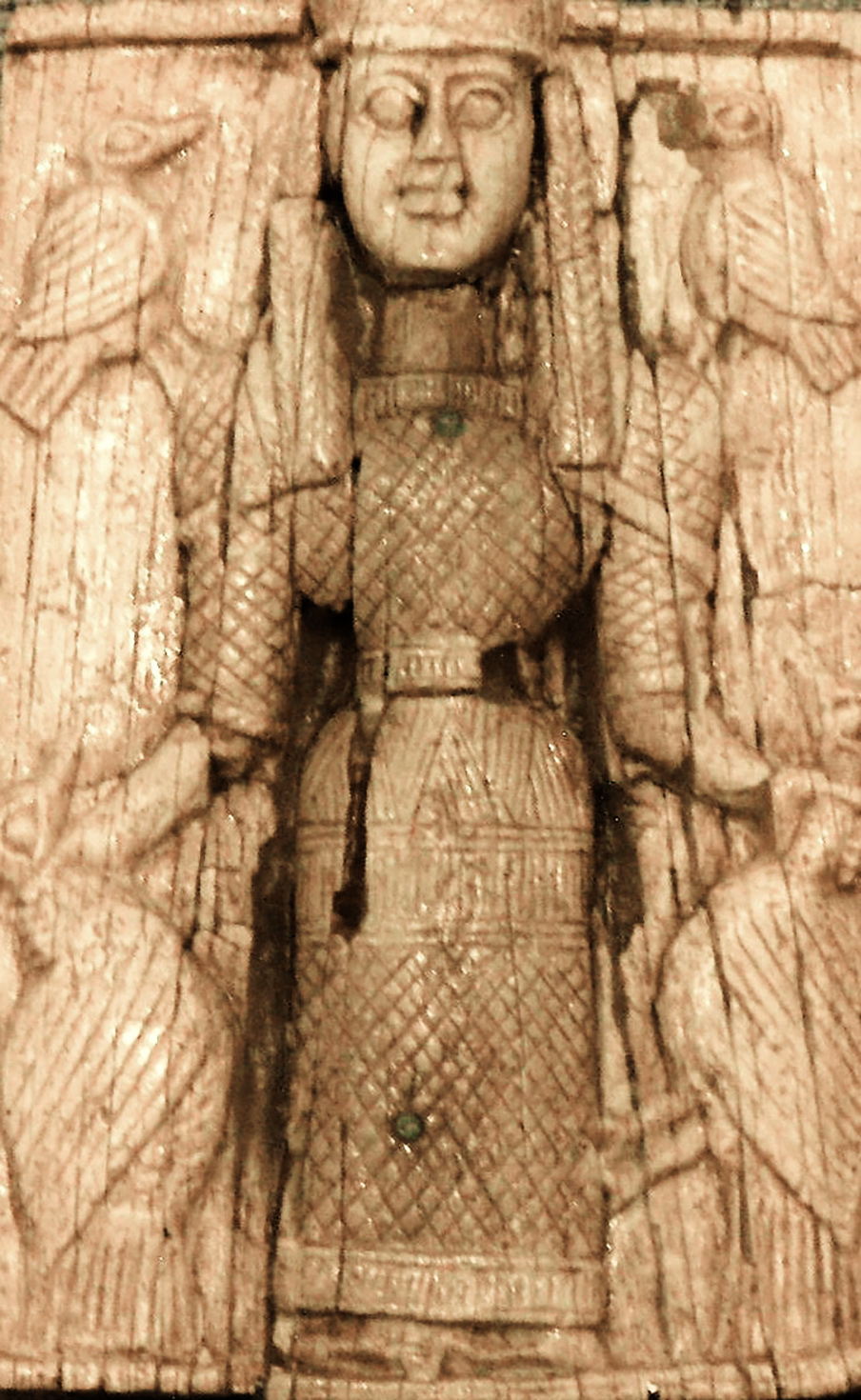
아르테미스 오르티아, 고대 상아 봉헌물에 대한 포트니아 테론의 일반적인 입장, ( 아테네 국립 고고학 박물관 )
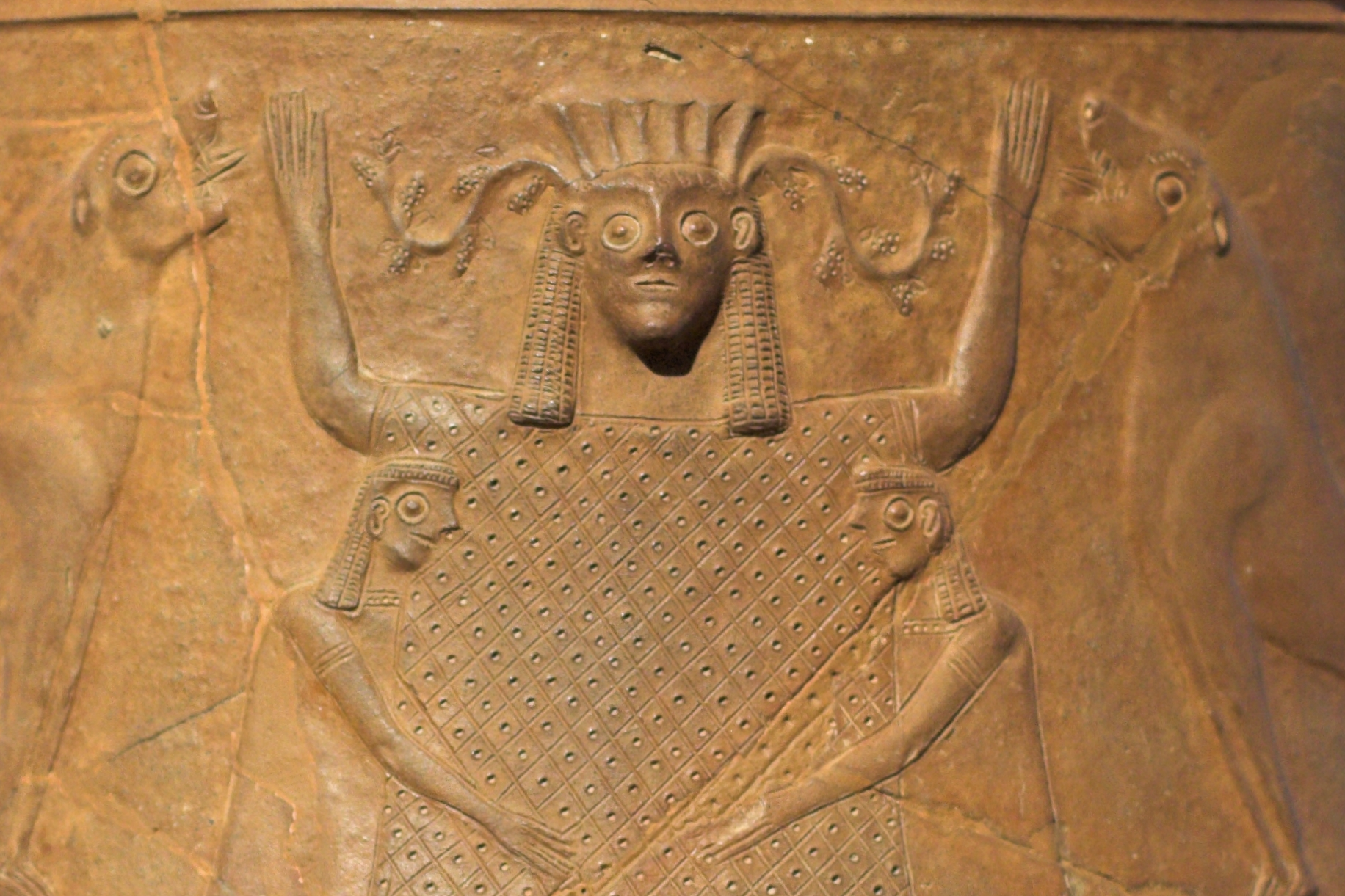
피토스의 부조, 기원전 625-600년. 아테네 국립 고고학 박물관
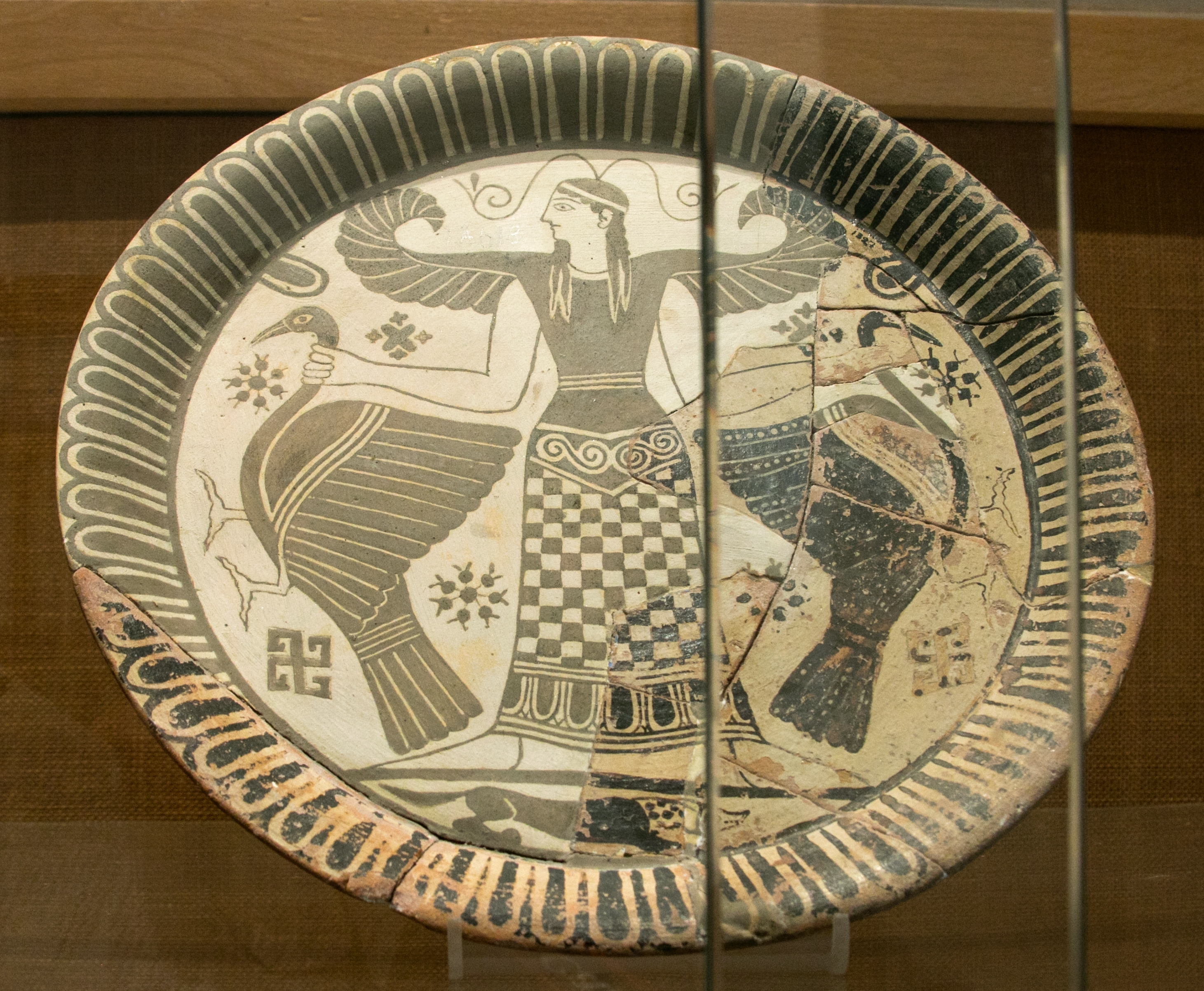
가상 복원 동물의 여주인 아르테미스, 피로스섬 도자기, 기원전 675–600
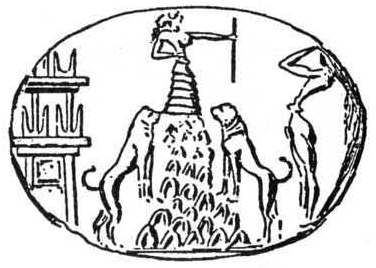
두 마리의 암사자 옆에 있는 미노아 여신(술이 달린 꼬리 참고)

## 같이 보기
- 이피게네이아

## 추가 자료
- Douglas Van Buren, E. "Italian fictile antefixes of the Πότνια θηρῶν". In: Revue des Études Anciennes. Tome 24, 1922, n°2. pp. 93–100. DOI: Italian fictile antefixes of the Πότνια θηρῶν; www.persee.fr/doc/rea_0035-2004_1922_num_24_2_2200
- Kourou, Nota. "Potnia figures and cults in early Iron Age Aegean and Cyprus". In: Cahiers du Centre d'Etudes Chypriotes. Volume 45, 2015. Hommage à Jacqueline Karageorghis. pp. 181–199. DOI: Potnia figures and cults in early Iron Age Aegean and Cyprus; www.persee.fr/doc/cchyp_0761-8271_2015_num_45_1_1633